# Toyosi Olusanya
Olutoyosi Tajudeen „Toyosi“ Olusanya (* 14. Oktober 1997 in Lambeth, London) ist ein englisch-nigerianischer Fußballspieler, der bei Houston Dynamo in der Major League Soccer unter Vertrag steht.

## Karriere
Toyosi Olusanya wurde als Sohn nigerianischer Eltern im Londoner Stadtbezirk Lambeth geboren. Er wechselte im Jahr 2015 zum AFC Wimbledon und erhielt ein Jahr später einen Profivertrag. Am 7. Mai 2016 gab er sein Debüt in der ersten Mannschaft im Viertligaspiel gegen den AFC Newport County. Nachdem er in der 73. Minute für Rhys Murphy eingewechselt worden war, erzielte Olusanya sieben Minuten später sein erstes Tor, als er nach einem an ihn selbst begangenen Foul im Strafraum den Elfmeter zum 1:0-Sieg verwandelte. Im November 2016 wechselte er für einen Monat als Leihspieler zum FC Kingstonian in die Isthmian League. Im Juli 2017 wechselte Olusanya in die U23-Mannschaft des FC Reading. Im selben Jahr spielte er noch für Gosport Borough und den Bishop’s Stortford FC in der Southern Football League. Die Spielzeit 2019/20 verbrachte er beim FC Cheshunt in der Isthmian League. Eine Saison später war er für Billericay Town in der National League North aktiv. Olusanya wechselte im August 2021 zum englischen Zweitligisten FC Middlesbrough. Am 25. August 2021 gab er sein Debüt bei einem 1:1-Unentschieden im Ligaspiel gegen die Blackburn Rovers, als er nach 67 Minuten für Duncan Watmore eingewechselt wurde. Für den Verein absolvierte er in der Saison 2021/22 drei Spiele in der zweiten Liga und sechs Spiele für die U23-Mannschaft.
Im Juni 2022 wechselte Olusanya mit einem Zweijahresvertrag zum schottischen Erstligisten FC St. Mirren. Für die „Saints“ kam er bis in den Januar 2023 einmal im Ligapokal und der Scottish Premiership zum Einsatz. Daraufhin wurde er an den Zweitligisten FC Arbroath verliehen.
Im April 2025 wurde Olusanya für eine Ablösesumme von Houston Dynamo aus der Major League Soccer verpflichtet.